# Esposizioni Riunite di Milano del 1894
Le Esposizioni Riunite di Milano si svolsero nel capoluogo lombardo fra il maggio e l'ottobre del 1894 nell'area del Castello Sforzesco e dell'adiacente Piazza d'Armi, poi Parco Sempione. L'esposizione riunì undici diverse sezioni: pittura e scultura, arti grafiche, arte teatrale, fotografia, geografia, etnografia, filatelia, sport, vini e olii, pubblicità ed una speciale esposizione internazionale operaia. L'organizzazione dell'evento fu promossa e curata da un comitato esecutivo di cui fecero parte, fra gli altri, il principe Giangiacomo Trivulzio, l'ingegner Luigi Mazzocchi, e Luigi Bocconi.
Architetto generale delle Esposizioni fu il celebre Giuseppe Sommaruga (1867-1917) che ne ideò la pianta e insieme all'architetto Luigi Broggi (1851-1926) progettò i principali edifici e padiglioni. I giardini temporanei dell'esposizione furono invece realizzati dall'architetto Emilio Alemagna (1833-1910) che in quello stesso periodo stava realizzando li nuovo e grande Parco Sempione che fu ricavato sull'area dell'ex piazza d'armi del Castello.
Le Esposizioni Riunite furono inaugurate con una grande cerimonia il giorno domenica 6 maggio 1894 alla presenza del re, Umberto I. e della regina, Margherita di Savoia, accompagnati, fra gli altri, dai ministri Crispi, Baccelli e Boselli. La grande manifestazione si concluse sei mesi dopo, il 6 novembre 1894.

## Le undici esposizioni riunite

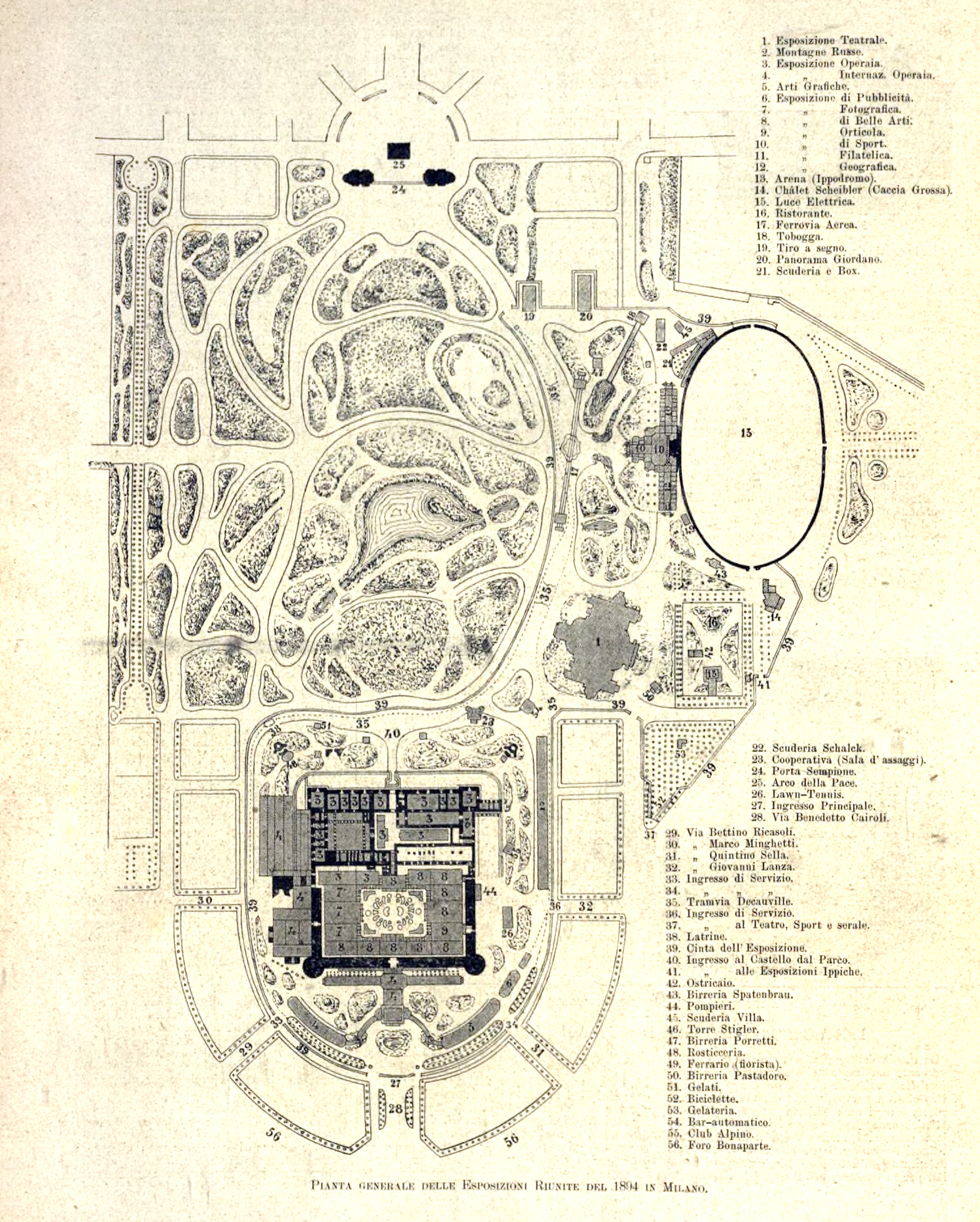
Pianta generale delle Esposizioni Riunite (da L'Illustrazione Italiana, 3 giugno 1894)

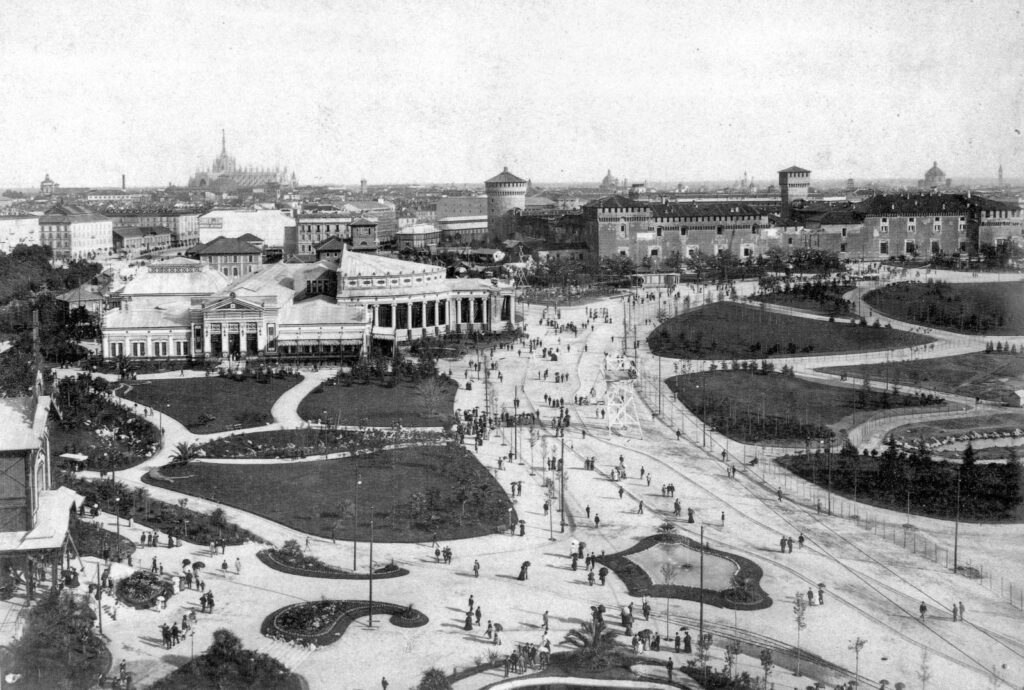
Veduta delle Esposizioni dalla Torre Stigler, 1894.

Le Esposizioni riunirono in un unico grande evento undici esposizioni separate:
- Esposizione nazionale di Belle Arti: concorso triennale di pittura e scultura dell'Accademia di Brera; furono presentate circa 1700 opere esaminate da due commissioni speciali, una di scultori e una di pittori. L'Esposizione era annessa al concorso triennale di Brera per la quale furono messe in palio 30.000 Lire;
- Esposizione nazionale di vini e oli d'oliva ed internazionale per le macchine relative; divisa in due gruppi, il primo per la mostra nazionale e il secondo per quella internazionale; per il primo gruppo vini e liquori con lo scopo di fare apprezzare i prodotti italiani, per il secondo oli d'oliva e prodotti secondari;
- Esposizione nazionale d'arte teatrale; era divisa in una parte industriale (costruzioni teatrali, allestimenti, palcoscenici e oggetti scena), una illustrativa (letteratura drammatica e musicale, ricordi di protagonisti del mondo teatrale) e una esecutiva da tenersi all'interno del teatro appositamente eretto nel parco dell'Esposizione;
- Esposizione internazionale operaia; fu la prima esposizione del genere e divisa in tre sezioni: lavoro, previdenza e istruzione;
- Esposizione di sport; comprendeva sport ippico, caccia, tiro a segno, velocipedismo, canottaggio, ginnastica, scherma, sport pedestre, alpinismo, pattinaggio, giochi sportivi, pesca, sport colombofilo; era divisa in una sezione dedicata alle industrie sportive e una a eventi sportivi, giochi e concorsi;
- Esposizione internazionale di fotografia; seguiva la precedente esposizione tenuta a Firenze nel 1887 e sottolineava gli enormi progressi nel campo fotografico avvenuti in quegli anni; trattava temi di fotografia professionale, amatoriale e industriale;
- Esposizione geografica ed etnografica; era divisa in tre sezioni: Mostra eritrea, Esplorazioni geografiche, Parte industriale;
- Esposizione internazionale postale e filatelica;
- Esposizione nazionale delle arti grafiche ed affini, ed internazionale di pubblicità;

## Alcuneattrattivedelle Esposizioni
La vasta area espositiva era dotata di diverse attrattive con le quali i visitatori potevano svagarsi fra i vari padiglioni delle Esposizioni. Le pubblicazioni dell'epoca ne parlano diffusamente e in modo particolareggiato:

### Iltram Decauville

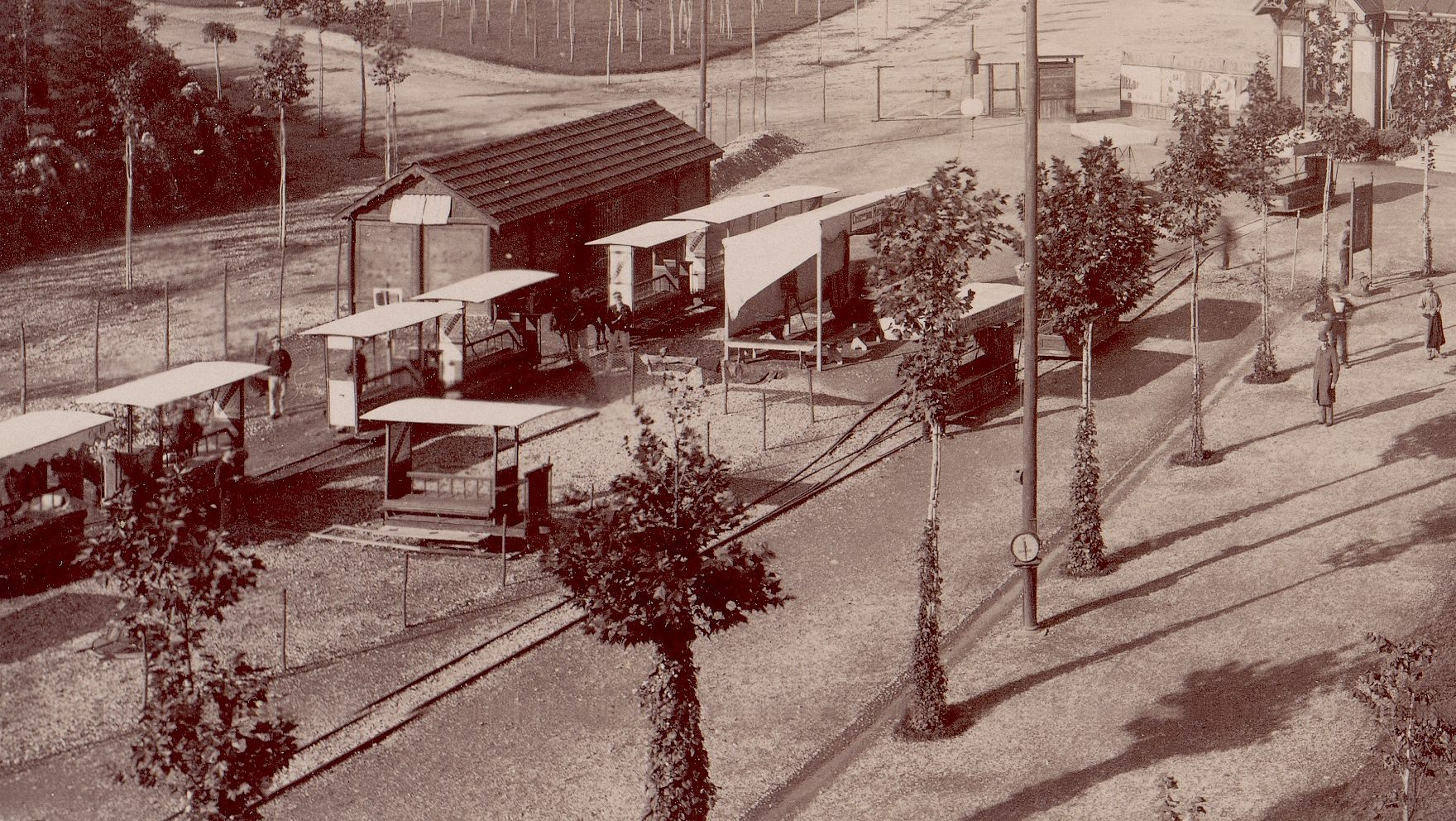
Stazione del tram Decauville.

Si trattava di un «piccolo ed elegante tram» capace di otto passeggeri che percorreva tutta l'area dell'Esposizione partendo dalla porta dell'ingresso principale fino al Tiro a segno con due linee circolari che convergevano sul suo piazzale. I binari erano in acciaio del peso di 7 kg per metro con sei traversine, sempre in acciaio, ogni cinque metri. Le due linee avevano uno sviluppo di 2 100 m; la prima, di 1 150 m, collegava la porta principale con le gallerie del Lavoro, il padiglione dei Vini e Olii, dello Sport e del Tiro a segno; la seconda, di 950 m, sempre dalla porta principale correva lungo le montagne russe, il Teatro, il padiglione dello Sport e terminava al Tiro a segno. Il materiale fu costruito dalle officine Decauville di Diano Marina e messo in opera dall'ing. Carlo Frigerio. Per il funzionamento della linea tranviaria furono occupate 27 persone oltre il direttore e l'amministratore.
L'attrazione riscosse un grande successo tanto che nella Guida Illustrata delle Esposizioni si notava che «finora il tram è stato preso d'assalto e ha fatto affari d'oro.»

### LaFerrovia Aerea
Progettata e costruita dal giovane ing. Giulio Ceretti, la Ferrovia Aerea -o Luftbahn- era una piccola linea sospesa su funi simile a una odierna funivia: correva fra due torri in legname ale 15 m. e distanti 160 m l'una dall'altra. Il servizio era assicurato da due vagoncini capaci di trasportare fino a otto passeggeri. Tutto il materiale era costruito da fabbriche milanesi ad eccezione delle funi di acciaio. I motori erano costruiti dalla Società in Accomandita G. Vianini & C..

### LaTorre Stigler
La Torre Stigler fu una delle principali attarzioni delle Esposizioni: alta fino al parafulmine 50 m, «ardita, leggera, elegante» era chiamata la torre Eiffel delle Esposizioni. Progettata dall'ing. Augusto Stigler, era costruita in travature di acciaio e munita di una piattaforma superiore di 7 m di lato capace di 50 persone. Dalla piattaforma, a quota 45 m, i visitatori avevano l'opportunità di godere da un punto di vista nuovo del panorama di Milano e dei suoi dintorni: a nord, oltre l'Arco della Pace e il Monumentale, la vasta campagna lombarda con le Alpi e le Prealpi sullo sfondo; dall'altra parte, verso il castello, il Duomo e la città di Milano.
La torre era munita di ascensore idraulico della rinomata ditta Officine meccaniche Stigler di Milano, formato da due cabine capaci di 10 persone. La costruzione della torre fu affidata alla ditta di Francesco Villa di Milano. La struttura fu l'unica costruzione che sopravvisse alla demolizione del villaggio delle Esposizioni: dopo avere ben figurato alla grande Esposizione del 1906, rimase aperta al pubblico fino al 1924 e successivamente demolita, ormai vetusta, solo nel giugno 1941 per ricavarne circa 30 tonnellate di acciaio per usi bellici.

### IlPanorama-Ferrovia Giordani
Non distante dalla torre Stigler, nei pressi dell'Arco della Pace, una singolare attrazione: ideata e costruita dall'ing. Giordani venne eretta sopra un'area di 1 200 metri quadrati una Stazione-panorama dalla quale il visitatore aveva l'impressione di partire in treno verso Napoli e dintorni pur non spostandosi dalla stazione. Il vagone su cui il "viaggiatore" si accomodava era un vero vagone ferroviario a due scompartimenti e capace di 72 persone. Ogni persona aveva a disposizione un finestrino attraverso il quale vedeva scorrere in velocità riproduzioni pittoriche delle campagne e del Golfo di Napoli, ricevendo così l'illusione di essere davvero in movimento. L'illusione era accresciuta da veri scuotimenti del vagone e dai rumori del treno e da dettagli pittorici precisissimi. Il panorama del Golfo di Napoli era dipinto su 100 m di tele scorrevoli eseguite in ogni minimo dettaglio dai pittori Pusterla, Longoni, Todeschini e Sottocornola.

### LeCapanne Schleiber
Si trattava di quattro capanne commissionate all'architetto Sommaruga dal famoso esploratore, viaggiatore e cacciatore conte Felice Schleiber: nelle capanne, collegate fra loro da porticati rustici, lo Schleiber esponeva armi e trofei delle sue battute di caccia, specialmente quelle dell'India. Le quattro capanne erano concepite e arredate secondo la tradizione dei quattro continenti: la prima riproduceva un ambiente lacustre, la seconda un ambiente africano, la terza raccoglieva i ricordi delle cacce americane, la quarta riuniva quelli asiatici. Tutte erano artisticamente arredate dal naturalista Agostino Bonomi.

### LeMontagne russe
Erano costituite da quattro binari che servivano quattro linee con rotaie in acciaio ognuna servita da tre carri, o vagoncini, con ruote anch'esse in acciaio. Ogni carro poteva contenere 10 persone che accedevano attraverso due piattaforme collocate alle estremità della linea. La ditta che costruì le Montagne russe era l'inglese Thompson Gravity Switchback di Londra ed associata a una ditta italiana. La Thompson era già all'epoca attiva con circa 40 impianti di questo genere e dalla sua costituzione aveva già trasportato circa 10 milioni di passeggeri senza alcun incidente.
Il percorso delle Montagne russe delle Esposizioni era lungo 150 metri comprese le curve; la linea are completata da quattro tunnels completamente decorati da Giovanni Sommaruga di Milano.

### IlWater-Toboggan
A lato del padiglione dello Sport si trovava il Water-Toboggan, una sorta di imitazione delle famose cascate del Niagara progettata dall'ingegner Francesco Tenca. Il divertimento era una derivazione delle montagne russe ed era costituito da una piattaforma a 17 m dal suolo occupata da una tettoia a forma di chalet, un piano inclinato o scivolo lungo 70 m e terminante in un laghetto lungo 60 m e largo 28m.
La piattaforma aerea veniva raggiunta dai visitarori mediante un ascensore Stigler e da lì i passeggeri si imbarcavano su piccole navette con capacità di 6 persone oltre al barcaiolo. Le piccole barchette, dotate di pattini d'acciaio sche scorrevano su guide sempre in acciaio, precipitavano lungo lo scivolo raggiungendo il laghetto che veniva superato a pelo d'acqua in tutta la sua lunghezza. Una volta raggiunto l'approdo i passeggeri venivano sbarcati e le barchette condotte dal barcaiolo tornavano alla piattaforma mediante un meccanismo alimentato da una dinamo di 4 cavalli che le sollevava riportandole al punto di partenza sotto allo chalet. Sullo scivolo scorreva acqua corrente che dava l'illusione di una vera cascata d'acqua.

### LeOfficine elettrica ed a vapore
Oltre il teatro Pompeiano furono erette le due officine ospitate in un elegante padiglione: l'Officina elettrica fu ideata dall'architetto Francesco Solmi per conto delle ditte Tosi & C. di Legnano e B. Cabella & C. di Milano. L'officina alimentava 300 lampade ad arco e 500 ad incandescenza che illuminavano i viali, i chioschi, gli uffici e gli impianti dell'Esposizione. L'Officina elettrica era accompagnata da quella a vapore, opera della Tosi & C., capace di 100 cavalli che alimentavano le necessità energetica della Galleria del Lavoro.